# 小倉駅 (福岡県)

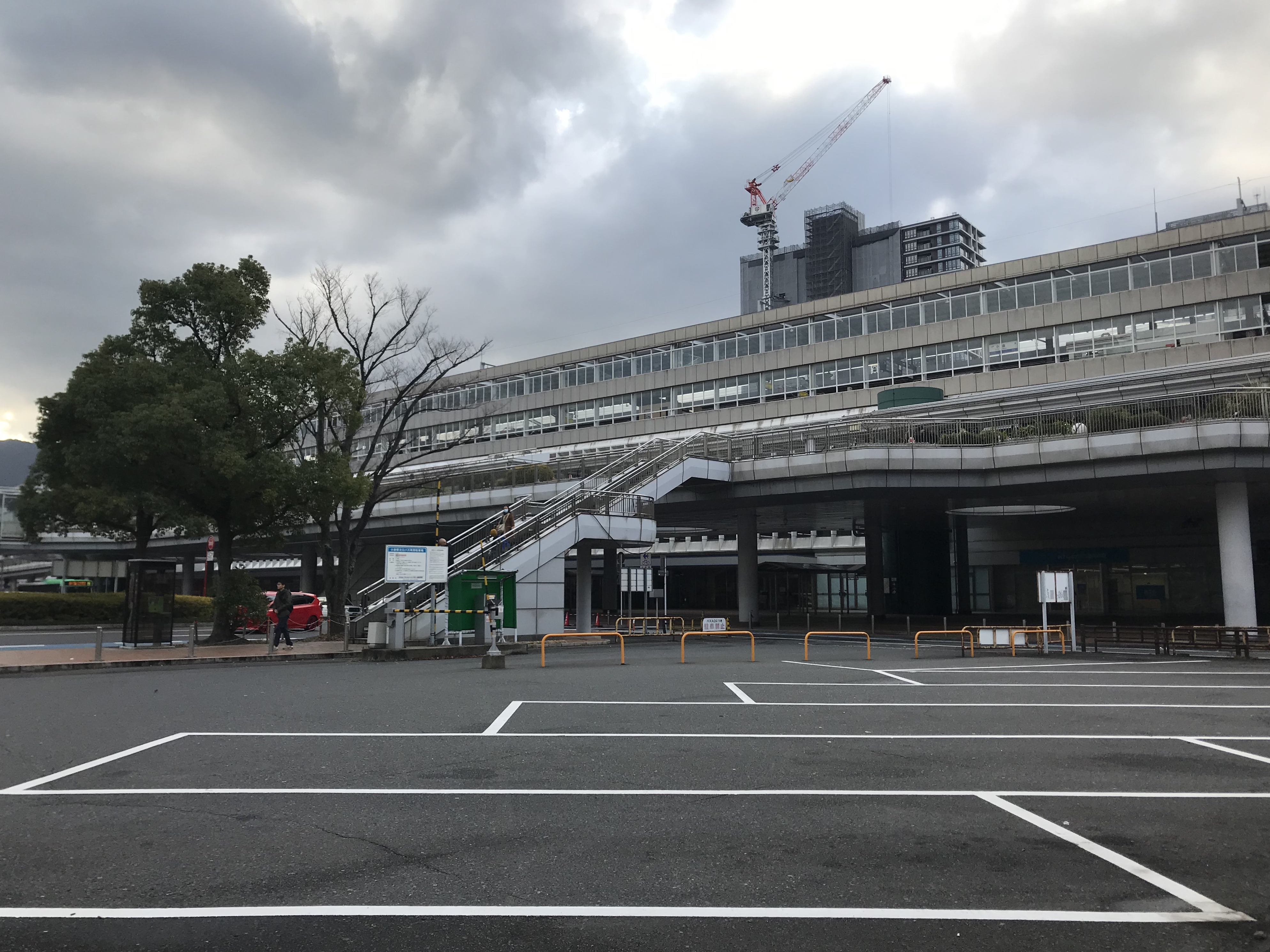
新幹線口（2019年2月）

小倉駅（こくらえき）は、福岡県北九州市小倉北区浅野一丁目にある、九州旅客鉄道（JR九州）・西日本旅客鉄道（JR西日本）および北九州高速鉄道（北九州モノレール）の駅。
本州と九州の接点として九州の玄関口の機能を有し、山陽新幹線を含む全ての旅客列車が停車する。

## 概要
政令指定都市である北九州市最大の駅であり、九州地方では福岡市の博多駅に次ぐ第二のターミナル駅となっている。JR九州内では博多駅に次ぐ利用者数を誇る。在来線においても大分市や宮崎市などの東九州の各都市を結ぶ日豊本線の起点であり、また市内最大の大動脈である鹿児島本線が乗り入れる。また、北九州市 - 福岡市間の都市間輸送（インターアーバン）を担う多数の特急列車が運行され、博多駅 - 大分駅を鹿児島本線・日豊本線経由で結ぶ特急「ソニック」は当駅で進行方向を変える。新幹線と特急列車の乗換駅で、他の路線も含め多くの列車が始発・終着するターミナル駅である。門司駅から直通して山陽本線（山陽線）の下関駅を結ぶ在来線も多数乗り入れ、関門海峡を越えて山口県下関市からの通勤・通学の利用者も多い。駅南側は市内最大の繁華街であり、一般的に「小倉」の繁華街は小倉駅南側を指す。当駅周辺は商業・業務機能が集積した北九州市の都心である。
1891年に九州鉄道（初代）の駅として開業。当初は現在の西小倉駅付近にあったが、2度の移転を経て現在の位置となった。1975年には山陽新幹線が開業しその停車駅になり、1998年には現在の駅ビルである小倉ターミナルビル（アミュプラザ小倉・JR九州ステーションホテル小倉）が完成、同時に小倉南区とを結ぶ北九州モノレールも乗り入れた。ファッションビルのアミュプラザ小倉はJR九州が九州の主要都市で展開する「アミュプラザ」シリーズの第1号店である。

## 乗り入れ路線
JR九州の在来線各線（後述）、JR西日本の山陽新幹線、北九州高速鉄道（北九州モノレール）の小倉線が乗り入れている。
- JR九州：各線（後述）
- JR西日本：山陽新幹線
- 北九州モノレール：■小倉線 - 駅番号「01」

JR九州の駅は、当駅の所属線 であり博多・熊本方面へ伸びる鹿児島本線と、本駅を起点として東九州を縦断する日豊本線という九州の2大幹線の分岐駅となっている。このほか、鹿児島本線門司駅から分岐する山陽本線の下関駅からの大半の列車と、日豊本線城野駅から分岐する日田彦山線の全列車が当駅まで乗り入れている。
JR九州・JR西日本の駅は、特定都区市内制度における「北九州市内」の駅であり、運賃計算の中心駅である。

## 歴史
開業当初は現在の西小倉駅付近に存在したが、1915年（大正4年）に同駅の東側に移転し、さらに1958年（昭和33年）に現在地に移転した。現在の新幹線口付近には、当時豊楽園球場が存在し、西鉄ライオンズの主催試合が不定期に開催されていたが、小倉駅の移転に伴い閉鎖された（新球場として小倉球場（現・北九州市民球場）が建設された）。

### 年表
- 1891年（明治24年）4月1日：九州鉄道（初代）の駅として、門司 - 小倉 - 大蔵 - 黒崎駅間の開業時に開業[5]。
- 1895年（明治28年）4月1日：現在の日豊本線が行事駅まで開通（同年8月、行橋駅まで延伸）[6]。
- 1897年（明治30年）4月：門司 - 小倉間が複線化[7]。
- 1907年（明治40年）7月1日：九州鉄道が国有化、国有鉄道（当時は帝国鉄道庁）の駅となる[8]。
- 1908年（明治41年）7月：小倉 - 黒崎間が複線化[7]。
- 1915年（大正4年）4月4日：新駅舎が落成し移転する[7]。
- 1945年（昭和20年）9月：RTO（鉄道司令部）設置[9]。
- 1952年（昭和27年）4月1日：RTO（鉄道司令部）廃止[9]。
- 1955年（昭和30年）7月：東小倉 - 小倉間複々線化[7]。
- 1958年（昭和33年）
  - 2月：小倉 - 南小倉間が複線化[7]。
  - 3月1日：旅客駅が700m東方の現在地に移転[5]。4階建て（のちに5階部分増築）民衆駅として開業[10]。商業施設の「小倉駅ビルデパート」と「小倉ステーションホテル」が営業開始[11]。
- 1961年（昭和36年）6月1日：門司港 - 久留米駅間電化[12]。
- 1966年（昭和41年）10月1日：小倉 - 新田原駅間電化[12]。
- 1971年（昭和46年）
  - 3月25日：貨物の取り扱いを廃止[4]。
  - 6月5日：旅行センター開業[13]。
- 1973年（昭和48年）
  - 8月：手小荷物施設跡地へ地下1階地上12階の新棟を増築し[14]、小倉ステーションホテルを36室から182室に拡大移転[15]。
  - 12月10日：駅ビルの商業施設を「エル・コクラ」としてリニューアル[14]。
- 1975年（昭和50年）3月10日：山陽新幹線岡山駅 - 博多駅間開業[1]。
- 1976年（昭和51年）4月12日：駅の南北を結ぶ公共地下道が供用開始[16]。
- 1986年（昭和61年）11月1日：荷物扱い廃止[4]。
- 1987年（昭和62年）4月1日：国鉄分割民営化により在来線部分を九州旅客鉄道（JR九州）[17]、新幹線部分を西日本旅客鉄道（JR西日本）が継承。
- 1988年（昭和63年）12月1日：駅改装[7]、駅ビルをJR九州グループのファッションビル「エル小倉」として再オープン[18]。
- 1995年（平成7年）
  - 5月13日：駅舎改築のため仮駅舎に移転[19]。
  - 5月31日：小倉駅ビルの工事着工[20]。
- 1996年（平成8年）
  - 4月8日：中華人民共和国の大連駅と友好駅の締結調印[21]。
  - 7月6日：構内で通り魔事件が発生し15人（駅外での被害者を含む）が負傷[22]。
- 1997年（平成9年）10月1日：小倉ターミナルビル（小倉駅ビル）を仮使用開始[23]。
- 1998年（平成10年）
  - 3月2日：小倉城口に小倉駅ビルが完成[2]。
  - 3月14日：駅ビル内商業施設アミュプラザ小倉が開業[3]。
  - 4月1日：北九州高速鉄道（北九州モノレール）が駅ビル内に延伸開業[1]。
  - 4月27日：ステーションホテル小倉が開業[3]。
- 2000年（平成12年）
  - 4月19日：在来線に自動改札機を設置[24]。
  - 8月28日：小倉駅新幹線口に「小倉駅北口ビル」が竣工[25]。
  - 10月3日：新幹線口高架下にショッピングセンター「小倉ひまわり通り」が開業する[26]。
  - 10月13日：小倉駅ビルがグッドデザイン賞アーバンデザイン賞建築・環境デザイン部門を受賞[27]。
- 2005年（平成17年）2月25日：JR西日本改札口に自動改札機を設置。
- 2007年（平成19年）7月1日：山陽新幹線上りに本駅始発の列車が新設される（「こだま780号」）。
- 2009年（平成21年）3月1日：JR九州でICカード「SUGOCA」の利用が可能となる[28]。
- 2011年（平成23年）3月12日：九州新幹線全線開業に合わせて、南口は「小倉城口」、北口は「新幹線口」の名称に変更。
- 2015年（平成27年）
  - 5月1日：在来線ホームに接近・発車メロディを導入（向谷実作曲）[広報 1]。
  - 10月1日：北九州高速鉄道でICカード「mono SUGOCA」の利用が可能となる[広報 2]。
- 2016年（平成28年）
  - 3月9日：新幹線ホームに発車メロディを導入。曲はゴダイゴの「銀河鉄道999」[広報 3]。
  - 9月1日：小倉城口側の駅通路側にて、大規模な改修工事の開始。
- 2022年（令和4年）3月12日：JR九州のみどりの窓口の営業時間が短縮され、7時から21時までの営業となる。[29]
- 2023年（令和5年）
  - 7月22日：不正乗車防止のため、8月10日まで自動券売機での170円切符の販売を停止[30]。
  - 10月1日：1階在来線改札口の営業時間が短縮され、4時30分から24時までの営業となる[31]。
- 2024年（令和6年）3月29日：当駅新幹線改札口横の「みどりの窓口」に、整理券システムを導入。モニター、駅係員の声掛けによる呼び出しのほか、LINEによる通知機能も提供する[広報 4]。

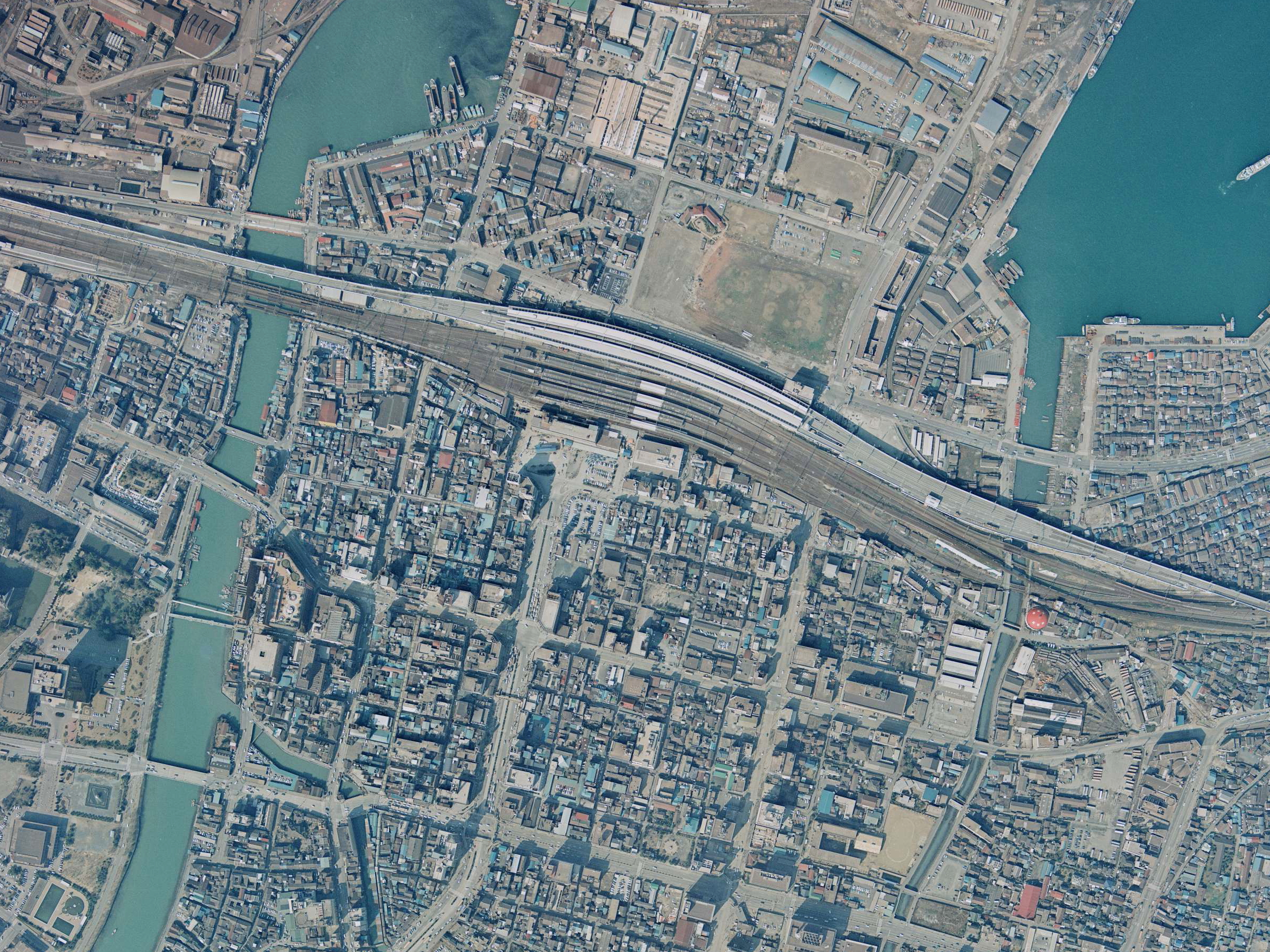
新幹線開業当時の小倉駅周辺の空中写真（1975年3月撮影）
国土交通省 国土地理院 地図・空中写真閲覧サービスの空中写真を基に作成
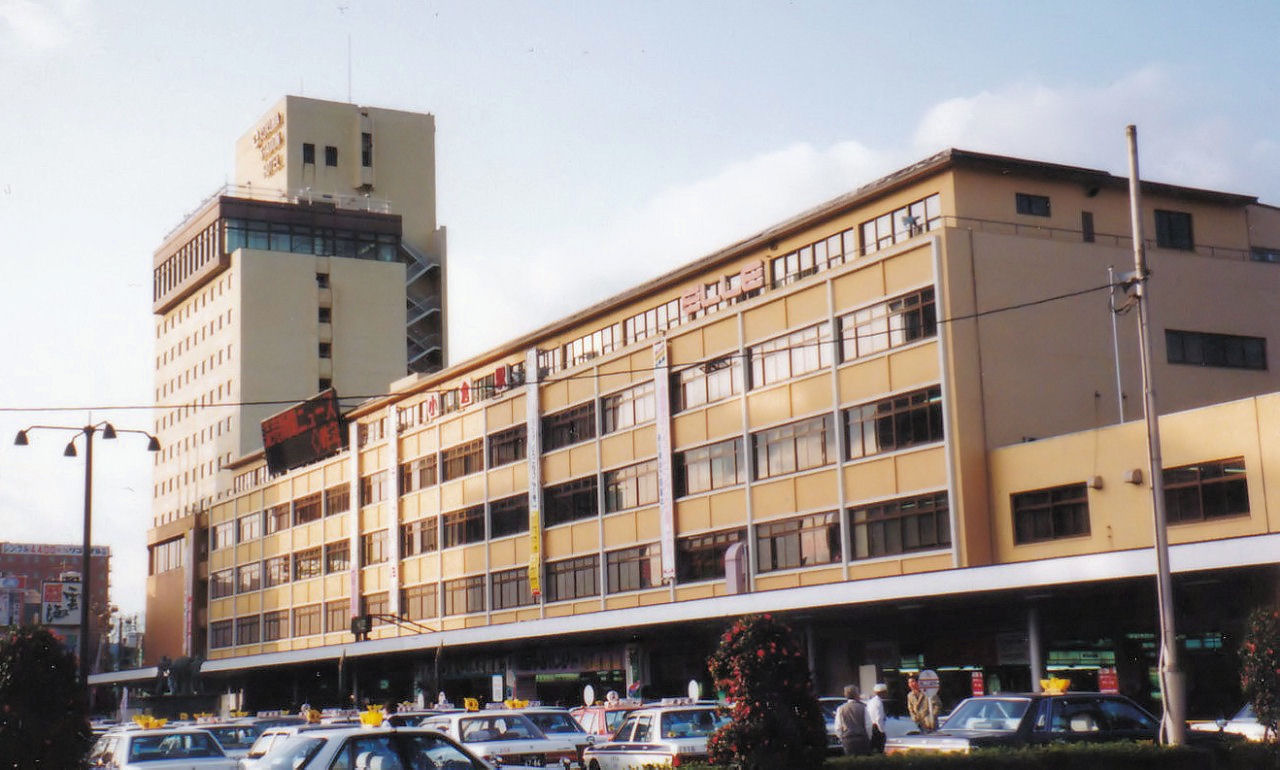
小倉駅先代駅舎（1992年1月）

## 駅構造

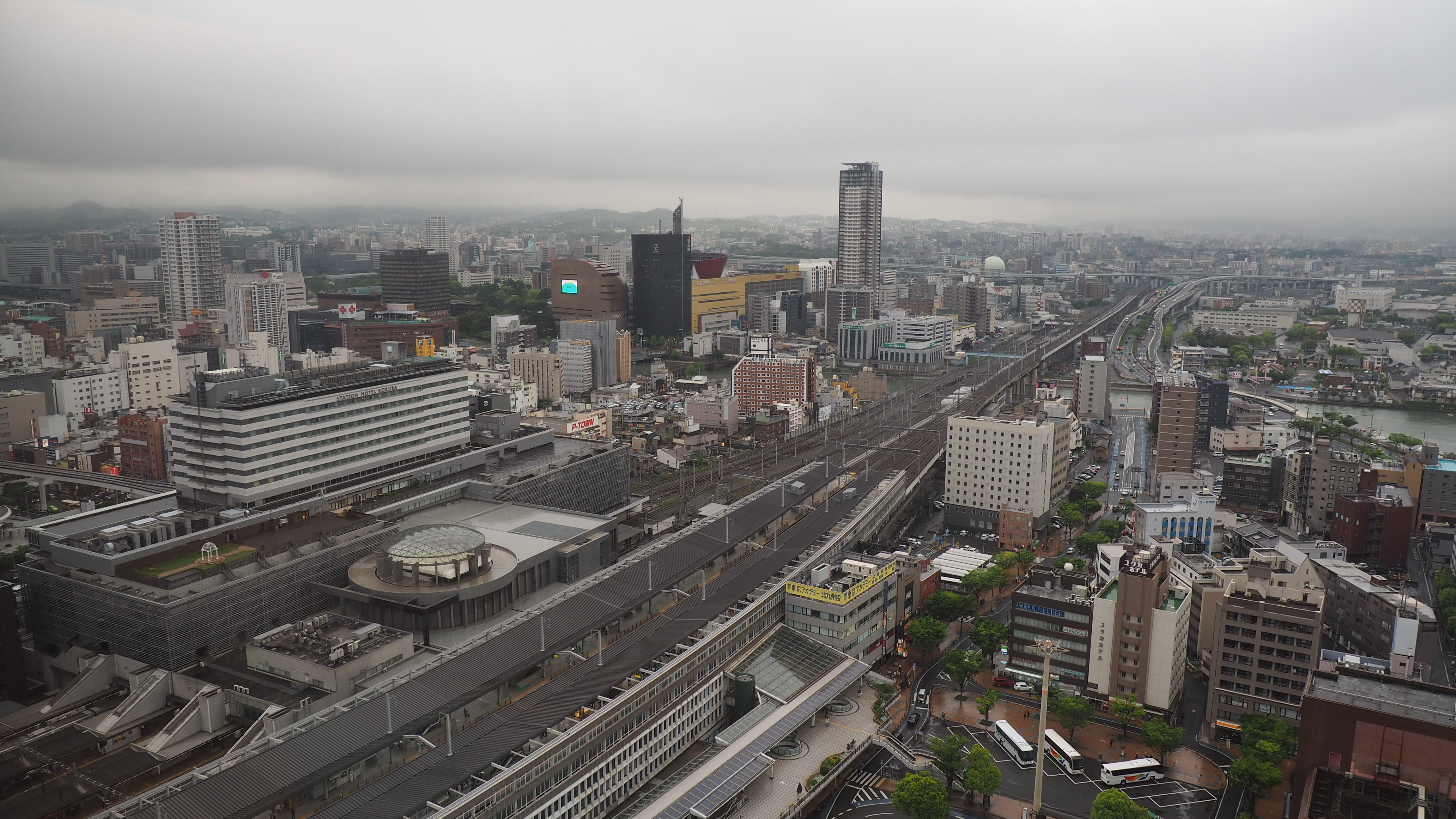
北東からの小倉駅俯瞰。北側(写真右側)は新幹線ホーム、南側(左)は在来線ホーム。駅ビルから南にモノレールが伸びる。(2019年4月)

地上14階・地下3階の駅ビル内にあり、2階に在来線ホーム、4階に新幹線ホームとモノレールホーム、3階にコンコースと改札口がある。コンコースの南側は3・4階が吹き抜けとなっていて、その空間にモノレールが入り込んでいる。南北それぞれの出口からペデストリアンデッキを張り巡らせ駅周辺の主要施設と連絡している。2011年の九州新幹線全線開業に合わせて、南口は「小倉城口（こくらじょうぐち）」、北口は「新幹線口（しんかんせんぐち）」に呼称が変更された。
小倉城口はセントシティに通じる歩道橋に小倉祇園太鼓の銅像がある。新幹線側は西日本総合展示場・アジア太平洋インポートマート (AIM)が駅から少々離れているため、動く歩道が設置されている。

### JR九州・JR西日本
在来線は島式ホーム4面8線、新幹線は島式ホーム2面4線を有する。改札口はいずれも3階にあり、在来線は1階にも改札口がある。在来線ホーム間の連絡通路は1階改札口に通じる通路と3階改札口に通じる通路の2つに分けられている。新幹線の通路は1つのみである。在来線と新幹線の乗換改札口も設けられている。なお、全改札口に自動改札機が設置されている。在来線の駅番号は、鹿児島本線がJA28、山陽本線がJA51、日豊本線がJF01、日田彦山線がJI01となっている。
新幹線駅は高架駅、在来線駅は盛土式半高架構造の駅として建設され、さらにその上空へ橋上駅舎および駅ビル・モノレール高架駅を併設し、公共連絡通路（自由通路）でこれら施設を連結する複合構造となっている。
1958年（昭和33年）の在来線駅建設時、完全高架も検討されたが費用面から盛土式となり、市街地の分断や線路下部の空間不足による駅前広場混雑などの問題が生じていた。そこで市とJR九州で調整の上、同社初の線路上空利用大規模開発により前述の諸問題を解消すべく、幅40メートルの公共連絡通路を中心に各路線の改札口を再編整備を計画した。1998年（平成10年）、それらの交通施設とともに新駅ビルが開業し、同時に整備された南北のペデストリアンデッキやバス・タクシー乗り場、地下駐車場などと接続することで交通結節点機能の向上が図られた。
在来線の鹿児島本線・日豊本線は、JR九州のSUGOCAの利用エリアに含まれている。
小倉駅の事務管コードは▲910106、北九州市内の事務管コードは▲919902が割り当てられている。

#### のりば
| のりば          | 路線                                                  | 方向 | 行先                       | 備考                               |
| --------------- | ----------------------------------------------------- | ---- | -------------------------- | ---------------------------------- |
| JR九州 在来線   |                                                       |      |                            |                                    |
| 1 - 4           | 日豊本線                                              | 下り | 行橋・中津方面             | 1番のりば発着は 下関発の列車を含む |
| 1 - 4           | 日田彦山線                                            | 下り | 田川後藤寺・添田方面       | 4番のりばは使用しない              |
| 2 - 4           | □特急「にちりん」                                     | 下り | 行橋・中津・大分・宮崎方面 | 4番のりばは使用しない              |
| 2 - 4           | 鹿児島本線                                            | 上り | 門司港方面                 |                                    |
| 2 - 4           | 日豊本線                                              | 上り | 門司港方面                 |                                    |
| 2 - 4           | 山陽本線                                              | 上り | 下関方面                   | 行橋方面からの列車を含む           |
| 4               | □特急「ソニック」 「にちりんシーガイア」 「きらめき」 | 下り | 折尾・博多方面             |                                    |
| 5               | □特急「きらめき」 「リレーかもめ」 「かささぎ」       | 下り | 折尾・博多方面             |                                    |
| 5 - 7           | 鹿児島本線                                            | 下り | 折尾・博多方面             |                                    |
| 7               | □特急「ソニック」「にちりんシーガイア」               | 下り | 行橋・中津・大分・宮崎方面 |                                    |
| 7               | 山陽本線                                              | 上り | 下関方面                   |                                    |
| 7・8            | 鹿児島本線                                            | 上り | 門司港方面                 |                                    |
| 8               | □特急「きらめき」 「リレーかもめ」                    | 上り | 門司港方面                 |                                    |
| JR西日本 新幹線 |                                                       |      |                            |                                    |
| 11・12          | 山陽新幹線                                            | 下り | 博多・鹿児島中央方面       | 折り返し始発は14番のりば           |
| 13・14          | 山陽新幹線                                            | 上り | 新大阪・名古屋・東京方面   |                                    |

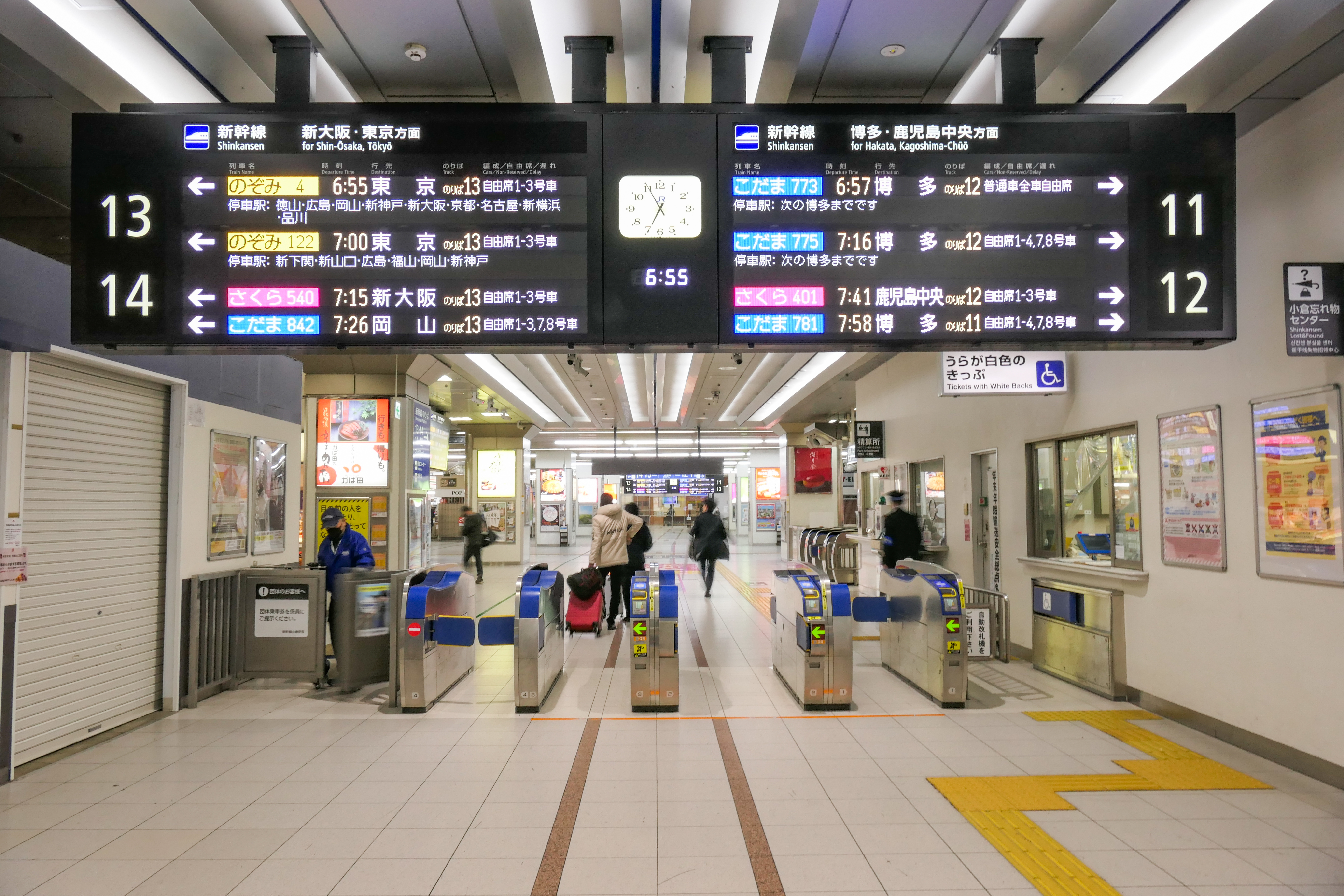
新幹線改札口（2021年12月）
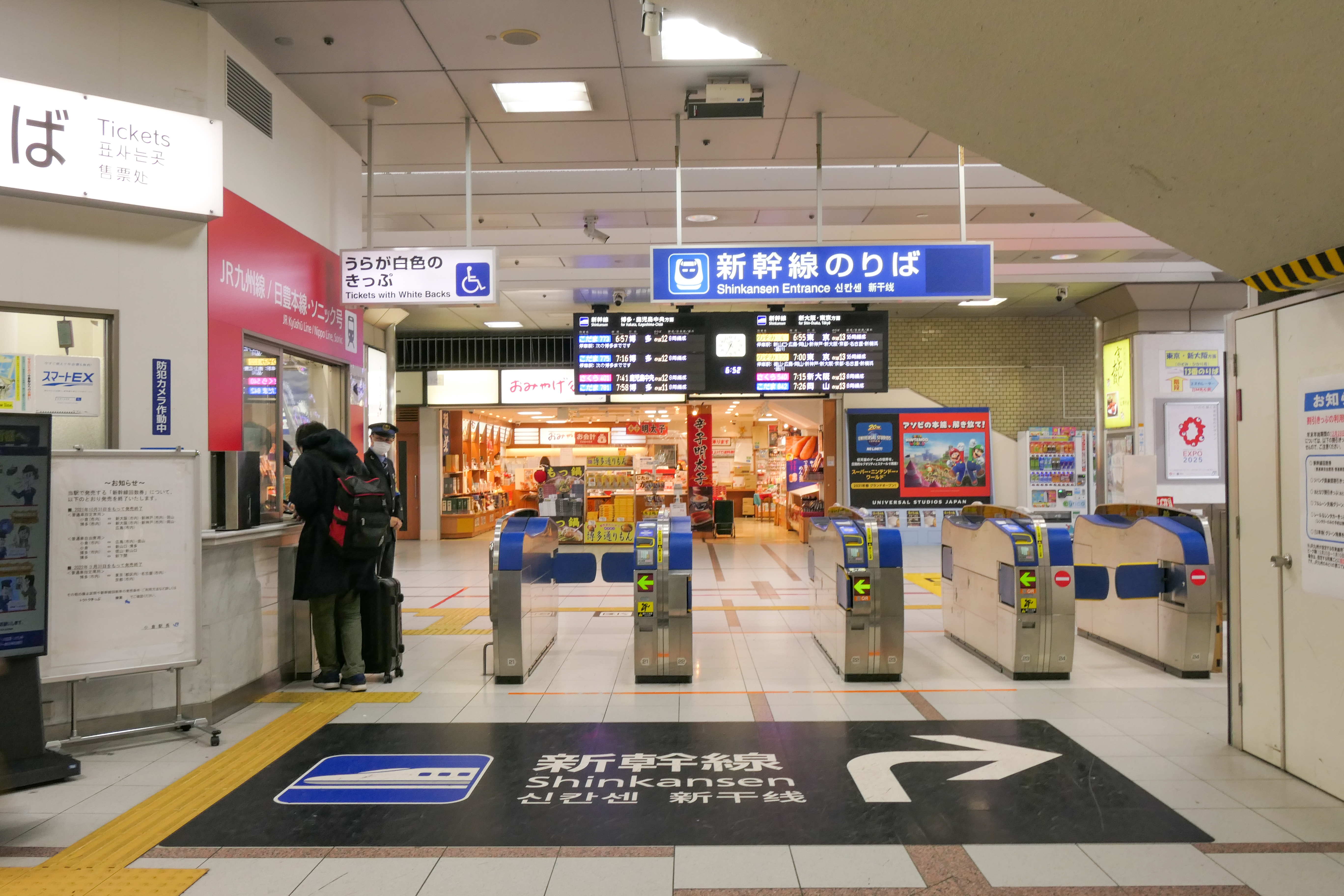
在来線・新幹線のりかえ改札口（2021年12月）
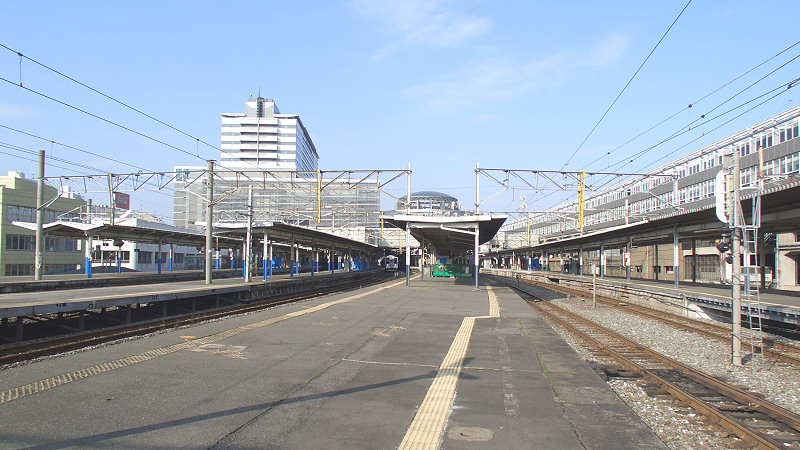
在来線構内（2007年1月）
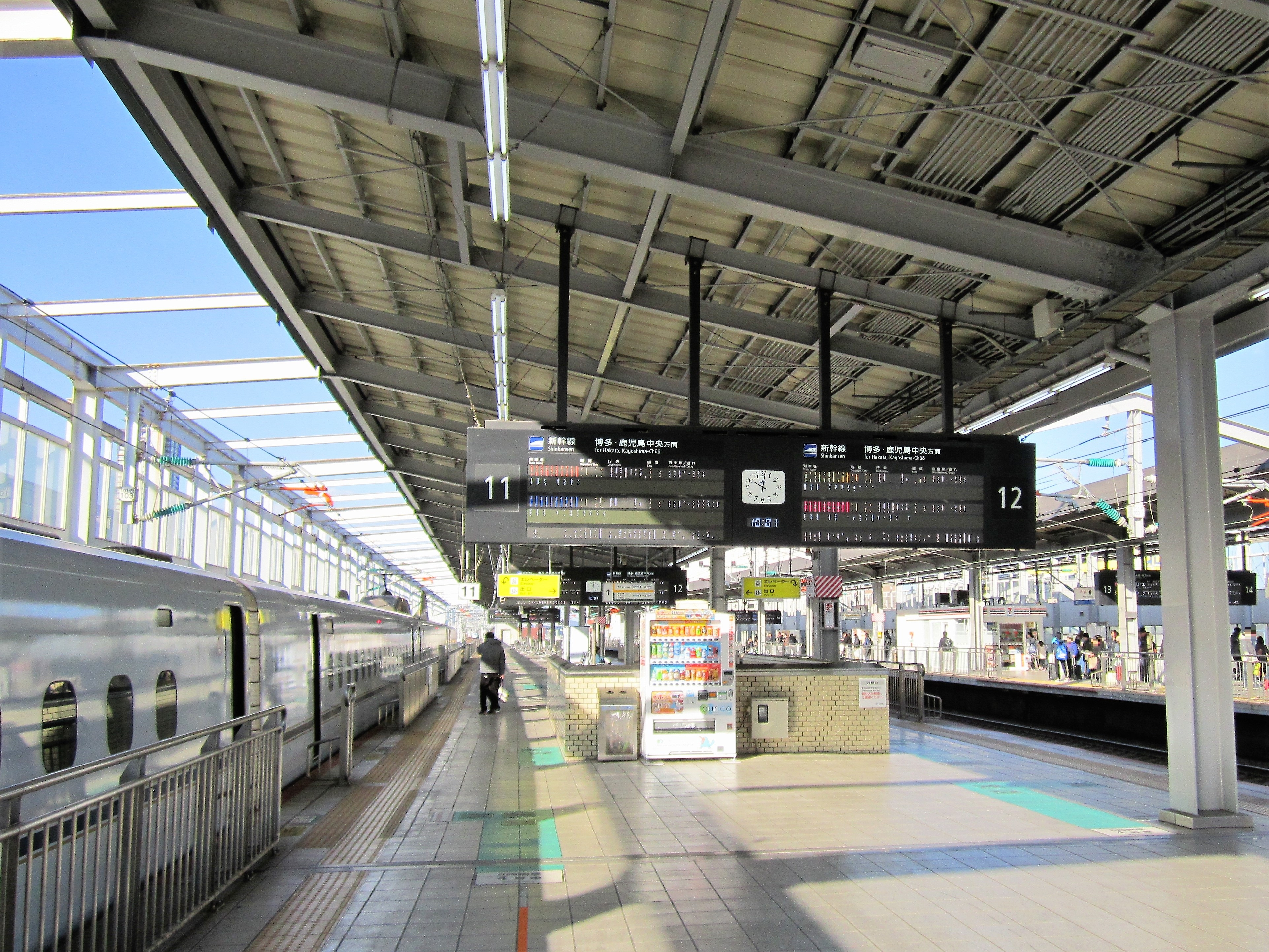
新幹線ホーム（2019年1月）
小倉祇園太鼓をイメージしたイラストの描かれた在来線の駅名標

#### 備考
- 当駅より東側には、東小倉駅や北九州貨物ターミナル駅などの貨物専用設備と関門鉄道トンネルを通じた本州への連絡がある。一方、西側では鹿児島本線と日豊本線が分岐していく構造となっている。東小倉駅と小倉駅の間に立体交差が造られていて、旅客列車と貨物列車が交差しないように配慮されていると共に、東小倉駅構内を含めて鹿児島本線と日豊本線へのスムースな出入りができるようになっている。また西側では後述のとおり、鹿児島本線と日豊本線の間での折り返し運転が考慮された配線になっている。
- 鹿児島本線博多方面と日豊本線を直通する列車は前述したように線形の都合上、当駅で折り返しになり進行方向が逆になる。また、鹿児島本線と日豊本線を直通する特急「ソニック」「にちりんシーガイア」は大分方面行き列車が7番のりば、博多方面行きが4番のりばから発車する。従って、大分方面行きの特急は駅構内を大きく斜めに横切りながら西小倉駅方向へと向かう。
- 2009年3月のダイヤ改正により、日豊本線系統の普通・快速は当駅で分割され、九州内運行分・下関行とも、日中は当駅で折り返し、通し運転はされなくなった。またこれに伴い、1番から8番までののりばでは、路線割が見直された。
- 自動放送導入駅である。編成両数や特急の座席の種類や号車、停車駅、のりばに停車中の列車などの案内、列車接近時の放送、乗換放送、発車放送などを備えている。2015年5月1日からは、在来線ホームにおいて入線及び発車時に向谷実によるメロディ「Junction」が使われるようになった。また、新幹線ホームでは発車時に「銀河鉄道999」のメロディーが流れる。
- ホームの門司寄りの一部が嵩上げ未施工のため、嵩上げされていない箇所の足元表示に「かもめ」 「にちりん」 「ゆのか」などの乗車案内が残る。また、日田彦山線直通列車は、この嵩上げされていない部分に停車する。各案内表示にもその旨が表記されているほか、ホーム上の当該部分の柱は青い色をしている。
- 隣駅である西小倉駅との駅間距離は800mで、これは鹿児島本線で最も短い駅間距離である。
- 博多駅と同様に、在来線ホームに輸送係を配置していたが、2015年3月31日をもって廃止された。
- 当駅の発車標では、博多駅より博多南線に直通する山陽新幹線「こだま」の種別・行先表示を「こだま 博多南」として案内している。

### 北九州モノレール
発着する電車はすべて企救丘行きである。

#### のりば
| 番線 | 路線    | 行先       |
| ---- | ------- | ---------- |
| 1    | ■小倉線 | 企救丘方面 |
| 2    | ■小倉線 | 企救丘方面 |

島式ホーム1面2線を有する。ホームは東側が1番線、西側が2番線である。駅ビルに南から突き刺さる形で乗り入れているため、改札口は3階コンコースの真ん中に設置されており、東西両側ともに改札口が設けられている。
始発・終着駅であり、折り返し運転が行われる。なお、小倉線開業当初は隣の平和通駅が始発駅であった名残で当駅と平和通駅の間は単線並列となっており（平和通駅の企救丘方に渡り線がある）、当駅では1・2番線で相互発着が行われている。

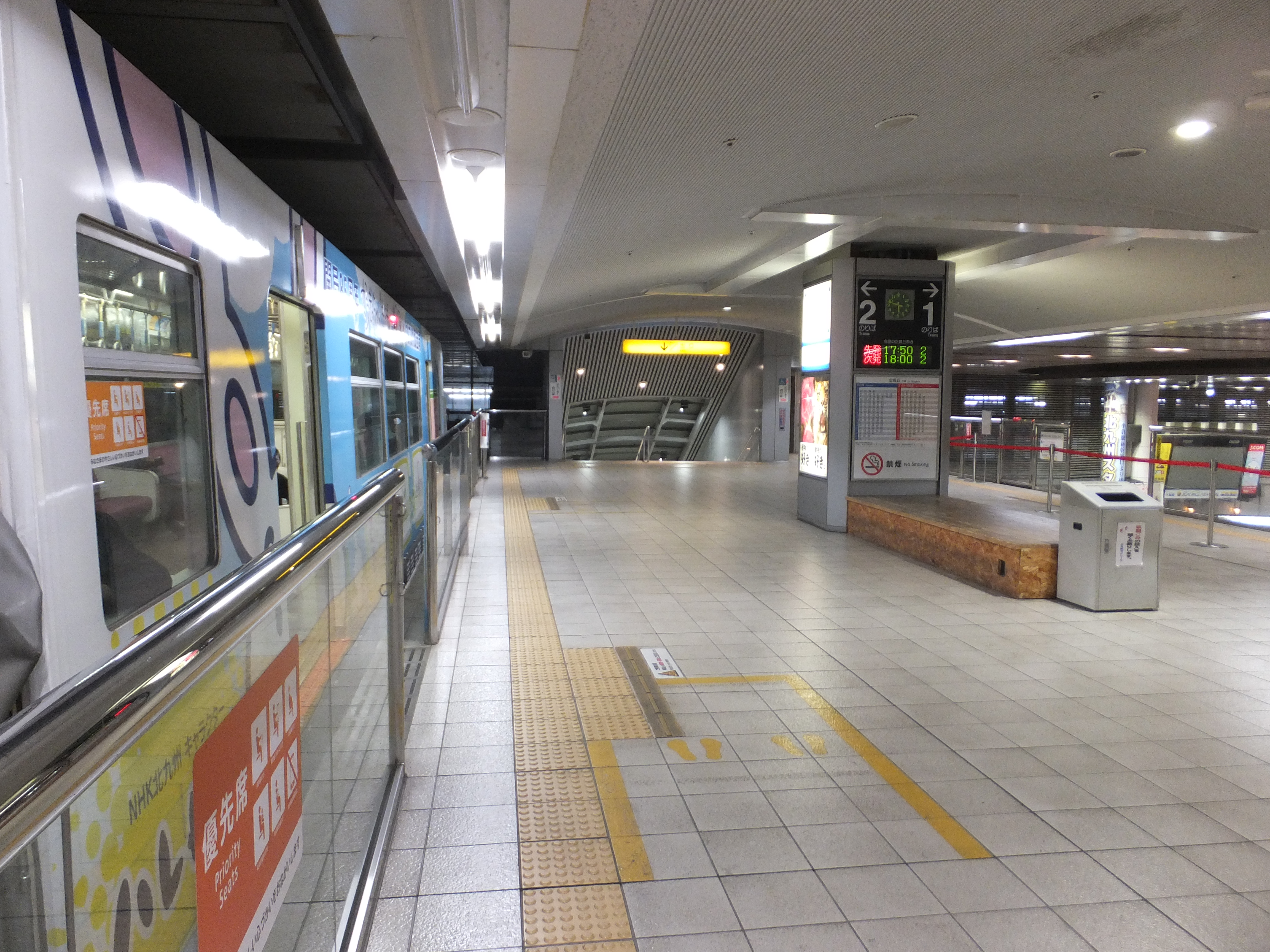
ホーム（2016年12月）

### 駅設備
一部店舗で「SUGOCA・ICOCA」はじめPiTaPaを除く交通系ICカードに対応。

#### 構内
- 小倉銘品蔵（土産・キヨスクの後身） - 在来線コンコース（改札内・改札外）
- 玄海うどん（うどん店） - 在来線3階コンコース（改札内）
- SUGOCA ラーメン店 - 在来線5・6番のりば
- 北九州駅弁当（愛称「ぷらっとぴっと」）
  - 駅弁販売店 - 在来線1階コンコース（改札外）、在来線3階コンコース（改札内）、新幹線コンコース、新幹線13・14番のりば
  - うどん店 - 在来線1・2番のりば、7・8番のりば[注 1]
- ファミリーマートJR小倉駅改札口店 - 新幹線連絡通路
- お土産街道（売店） - 新幹線コンコース（改札内）。この店舗は「ICOCA」の加盟店である[注 2]。
- カフェ・エスタシオン（喫茶店） - 新幹線2階コンコース
- セブン-イレブン
  - ハートイン小倉新幹線改札内中央店 - 新幹線2階コンコース
  - 九州恵みの玉手箱小倉店（土産） - 新幹線2階コンコース
  - キヨスク小倉新幹線13番乗場西店 - 13・14番のりば
  - おみやげ市場小倉13番乗場店 - 13・14番のりば

#### 小倉城口
- アミュプラザ小倉（駅ビルのショッピングセンター）[3]
  - ヒューマンアカデミー北九州校 - 8階
  - ファミリーマートJR小倉駅店 - 1階
  - ミスタードーナツ小倉駅店 - 1階
  - ゴディバ小倉駅店 - 1階
  - マックスバリュエクスプレス小倉駅店（スーパーマーケット） - 地下1階
  - JR九州ステーションホテル小倉 -  駅ビル東側の一部および高層階
- サブウェイ - 3階モノレール下
- ファミリーマートモノレール小倉駅店 - 3階モノレール下
- ATM
  - 1階：りそな銀行、福岡銀行、西日本シティ銀行（北九州営業部分及び小倉支店分）、北九州銀行、福岡中央銀行、ゆうちょ銀行、九州労働金庫、福岡ひびき信用金庫
  - 3階モノレール西口：福岡銀行、西日本シティ銀行（北九州営業部分及び小倉支店分）、北九州銀行、ゆうちょ銀行

#### 新幹線口
- 日本旅行 Tis小倉支店 - 新幹線改札隣
- セブン-イレブンハートイン JR小倉駅新幹線口東店 - 新幹線高架下
- ファミリーマート 小倉駅新幹線口店 - 3階
- ビエラ小倉（旧・小倉エキナカひまわりプラザ） - 新幹線改札向かい・新幹線高架下
  - セブン-イレブンハートイン ビエラ小倉店 - 3階
  - おみやげ街道 ビエラ小倉店 - 3階
  - ココカラファイン ビエラ小倉店 - 3階
  - スポーツクラブルネサンス小倉 - 1階
  - KTCおおぞら高等学院 小倉キャンパス - 1階

## 駅弁
調製・販売は北九州駅弁当（愛称「ぷらっとぴっと」）。主な駅弁は下記の通り。
- 九州TRIP弁当
- 博多幕の内弁当

## 利用状況
- JR九州 - 2023年度の1日平均乗車人員は32,073人である。これは北九州市内の駅で最も多く、JR九州の駅としては博多駅に次いで第2位である[37]。
- JR西日本 - 2023年度の1日平均乗降人員は24,248人である[34]。
- 北九州モノレール - 2022年度の1日平均乗降人員は16,746人であり、北九州モノレールの停留場の中で最も多い[38]。

| 年度               | JR九州           | JR九州           | JR西日本         | JR西日本         | 北九州モノレール | 北九州モノレール |
| 年度               | 1日平均 乗降人員 | 1日平均 乗車人員 | 1日平均 乗降人員 | 1日平均 乗車人員 | 1日平均 乗降人員 | 1日平均 乗車人員 |
| ------------------ | ---------------- | ---------------- | ---------------- | ---------------- | ---------------- | ---------------- |
| 2000年（平成12年） | 79,827           | 40,091           | 18,024           | 8,942            | 15,988           | 8,118            |
| 2001年（平成13年） | 76,424           | 38,268           | 17,559           | 8,742            | 16,261           | 8,234            |
| 2002年（平成14年） | 79,371           | 39,970           | 17,011           | 8,486            | 16,246           | 8,207            |
| 2003年（平成15年） | 80,463           | 40,375           | 17,507           | 8,768            | 16,392           | 8,314            |
| 2004年（平成16年） | 79,734           | 40,103           | 17,730           | 8,866            | 16,504           | 8,336            |
| 2005年（平成17年） | 77,217           | 38,745           | 17,982           | 8,977            | 16,132           | 8,150            |
| 2006年（平成18年） | 75,836           | 37,979           | 18,279           | 9,161            | 15,959           | 8,006            |
| 2007年（平成19年） | 74,667           | 37,427           | 18,795           | 9,437            | 16,434           | 8,323            |
| 2008年（平成20年） | 74,690           | 37,467           | 18,671           | 9,387            | 16,743           | 8,494            |
| 2009年（平成21年） | 72,452           | 36,315           | 17,573           | 8,851            | 16,149           | 8,196            |
| 2010年（平成22年） | 72,376           | 36,276           | 18,183           | 9,148            | 16,510           | 8,379            |
| 2011年（平成23年） | 71,289           | 35,708           | 19,583           | 9,899            | 16,745           | 8,461            |
| 2012年（平成24年） | 71,793           | 35,942           | 20,160           | 10,118           | 16,863           | 8,517            |
| 2013年（平成25年） | 72,350           | 36,197           | 21,011           | 10,553           | 17,367           | 8,791            |
| 2014年（平成26年） | 70,649           | 35,301           | 21,197           | 10,618           | 16,997           | 8,577            |
| 2015年（平成27年） | 71,146           | 35,510           | 22,029           | 11,022           | 17,256           | 8,668            |
| 2016年（平成28年） | 71,071           | 35,431           | 22,481           | 11,263           | 17,162           | 8,668            |
| 2017年（平成29年） | 未 公 表         | 36,052           | 23,601           | 未 公 表         | 17,883           | 9,022            |
| 2018年（平成30年） | 未 公 表         | 36,183           | 24,432           | 未 公 表         | 18,230           | 9,124            |
| 2019年（令和元年） | 未 公 表         | 35,636           | 24,242           | 未 公 表         | 18,118           | 9,092            |
| 2020年（令和02年） | 未 公 表         | 25,014           |                  | 未 公 表         | 12,439           | 6,261            |
| 2021年（令和03年） | 未 公 表         | 27,129           |                  | 未 公 表         | 14,942           | 7,515            |
| 2022年（令和04年） | 未 公 表         | 30,297           |                  | 未 公 表         | 16,746           | 8,378            |
| 2023年（令和05年） | 未 公 表         | 32,073           | 24,248           | 未 公 表         |                  | 8,842            |

なお、「北九州市統計年鑑」では2003年度以降における各会社の1日平均乗車人員は、下表の通り。
- JR九州
- JR西日本
- モノレール

## 駅周辺
当駅の南側（小倉城口）は、北九州市の都心部、市内最大の繁華街・歓楽街であり、商業・業務機能が集中している。北九州市役所や小倉城、小倉北区役所は紫川を隔てた対岸にあり、西小倉駅の方が近いが、当駅からも徒歩1km程度である。

### 観光施設
- 小倉城
- 北九州市立松本清張記念館
- 北九州市立文学館
- 森鴎外旧居

### 大型商業施設・商店街
- 魚町銀天街
- 旦過市場
- セントシティ（元 小倉そごう、元 小倉伊勢丹、元 コレット）
- 井筒屋小倉店
- リバーウォーク北九州
- あるあるCity
- チャチャタウン小倉

### 金融機関
「本店」
北九州銀行
「北九州営業部」
福岡銀行（堺町）、西日本シティ銀行（魚町）
「北九州支店」を名乗る地域金融機関
広島銀行、伊予銀行、筑邦銀行、十八親和銀行（空中店舗）、肥後銀行（空中店舗）
「北九州支店」を名乗る都市銀行・信託銀行など
三菱UFJ銀行、みずほ銀行・みずほ信託銀行「合同店舗」、三井住友銀行、りそな銀行、三菱UFJ信託銀行、三井住友信託銀行、商工組合中央金庫
「小倉支店」を名乗る地域金融機関
福岡銀行（船場町）、西日本シティ銀行（鍛冶町）、福岡中央銀行（室町）、福岡ひびき信用金庫、西京銀行、佐賀銀行、十八親和銀行、大分銀行、南日本銀行
その他小倉駅近隣の金融機関
- 西日本シティ銀行北九州営業部AIM出張所
- 小倉駅前郵便局（ゆうちょ銀行代理店）

### 宿泊施設
駅ビル内

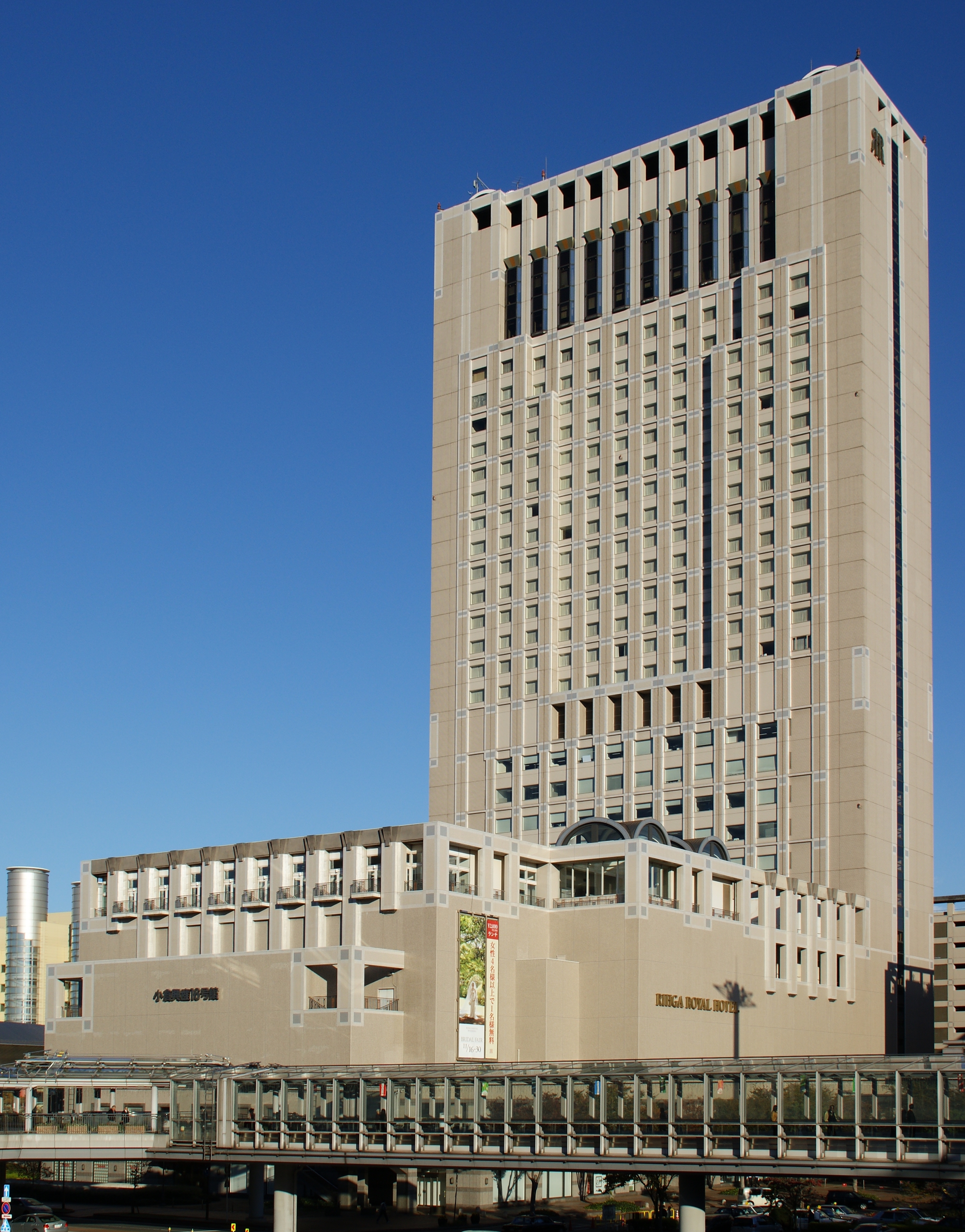
リーガロイヤルホテル小倉

- JR九州ステーションホテル小倉（JR九州グループホテル）

新幹線口方面
- リーガロイヤルホテル小倉
- アパホテル〈小倉駅前〉
- コンフォートホテル小倉北口
- 東横INN小倉駅北口
- 東横INN小倉駅新幹線口
- 小倉ベイホテル第一

小倉城口方面
- 西鉄イン小倉
- ホテルクラウンヒルズ小倉（BBHホテルグループ）
- ホテルテトラ北九州
- ホテルクラウンパレス小倉（HMIグループ）
- アートホテル小倉 ニュータガワ
- 東横INN小倉駅南口
- スーパーホテル小倉駅南口
- スマイルホテル小倉

### 航路
- 新幹線口より約900m[42]の浅野埠頭から、市営渡船（藍島・馬島行き）の航路がある。
- 付近ではないが、本駅より新門司港発着フェリーの連絡バスが運行されている。詳細は以下、「バス」の項を参照。

### その他

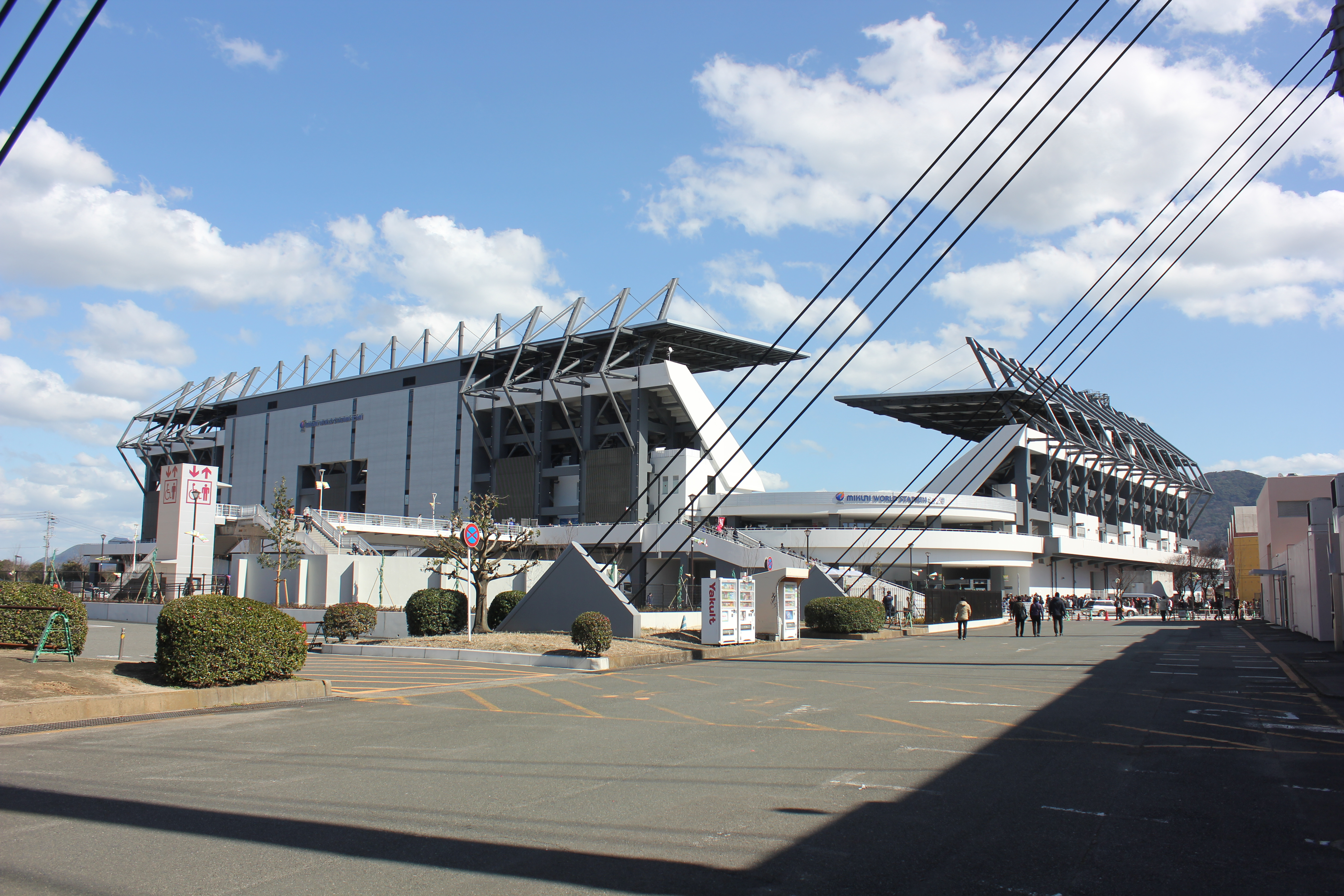
ミクニワールドスタジアム北九州

- ミクニワールドスタジアム北九州
- 西日本総合展示場
- 北九州国際会議場
- アジア太平洋インポートマート(AIM)
- 北九州予備校小倉駅校
- 九州医療スポーツ専門学校
- 学校法人麻生塾
  - 麻生情報ビジネス専門学校北九州校
  - 麻生公務員専門学校北九州校
- KCS北九州情報専門学校
- 北九州調理師専門学校
- 学校法人大原学園
  - 大原簿記公務員専門学校小倉校
  - 大原医療福祉専門学校小倉校
- 東京アカデミー北九州校
- クラーク記念国際高等学校小倉キャンパス
- 小倉記念病院
- ガーデンシティ小倉

## バス路線

小倉駅新幹線口バス停

### 小倉城口
小倉駅バスセンター、小倉駅前、小倉駅入口の3か所にバスのりばがある。

### 新幹線口
小倉駅新幹線口バスターミナル
西鉄バス北九州
- 99 砂津 / 中央卸売市場

北九州市営バス
- 7 （都市高速）・若松区役所前・上原町・若松営業所
- 9 （都市高速）・迫田・若松営業所
- 10 （都市高速）・二島駅・島郷・本城陸上競技場
- 10 （都市高速）・二島駅・青葉台西・折尾駅
- 10 （都市高速）・二島駅・新払川大橋・学研都市ひびきの・学研大通り西
- 7・9・10 北九州市役所前

日本高速バス
- WILLER EXPRESS：神戸・大阪・京都

2017年11月4日より本ターミナルに移動。
祐徳自動車
- WILLER EXPRESS：広島

名門大洋フェリーによる、新門司港までの無料送迎バス
阪九フェリー・東京九州フェリーによる、新門司港までの無料送迎バス（こちらは、上記の西鉄バス北九州に運行を委託している）
KMMビル前
- 出雲ドリーム博多号：出雲市駅（JRバス中国・JR九州バス）
- ロイヤルエクスプレス：神戸・大阪 / 名古屋（ロイヤルバス）
- オリオンバス：神戸・大阪・京都 / 東京（天領バス）
- ユタカライナー：神戸・大阪・ユニバーサル・スタジオ・ジャパン（ユタカ交通）

## 西鉄北九州線小倉駅前停留場

小倉駅前に停車中の1000形1028AB（1976年8月）

1958年（昭和33年）の小倉駅移転前、駅南方の電車通り上には西鉄北九州線の小倉駅前停留場が設けられていた。小倉駅の移転に伴い、1958年（昭和33年）に電車通りと平和通りの交差点（小倉駅前交差点）東側に新たな小倉駅前停留場が設置され、旧小倉駅前停留場は室町停留場に改称した。
新旧いずれの停留場も、上下線それぞれに安全地帯のある乗降場を備えた2面2線の構造であった。1992年（平成4年）10月25日の北九州線砂津 - 黒崎駅前間廃止によりいずれも廃止となった。

## その他
- 北九州青年会議所が中心となって「北九州市の駅名を考える会」を結成し、小倉駅を「北九州駅」などに改名する運動を行っている[43]。
- 駅前の繁華街は2015年3月に公開された、稲村亜美とウォーレン・クロマティが出演したトヨタ自動車のWeb限定CMの舞台になった[44]。

## 隣の駅
九州旅客鉄道（JR九州）
 鹿児島本線
- 特急「ソニック」「にちりんシーガイア」「きらめき」「リレーかもめ」「かささぎ」停車駅

■快速・■区間快速・■普通
門司駅 (JA29) - （貨）北九州貨物ターミナル駅 - （貨）東小倉駅 - 小倉駅 (JA28) - （紫川信号場） - 西小倉駅 (JA27)
 日豊本線
- 特急「ソニック」「にちりんシーガイア」停車駅、特急「にちりん」一部始発駅

■快速（上りのみ運転）・■普通
小倉駅 (JF01) - （紫川信号場） - 西小倉駅 (JF02)
- 一部の列車は鹿児島本線（門司港方面）に乗り入れる。

 山陽本線（門司駅 - 当駅間鹿児島本線）
門司駅 (JA52) - （※） - 小倉駅 (JA51)
- （※）の区間の途中駅は鹿児島本線に同じ。
- 一部の列車は鹿児島本線・日豊本線（いずれも西小倉方面）に乗り入れる。

 日田彦山線（当駅 - 城野駅間日豊本線）
■快速（上りのみ運転）・■普通
小倉駅 (JI01) - （紫川信号場） - 西小倉駅 (JI02)
- 当駅 - 西小倉駅間は鹿児島本線と日豊本線の重複区間である。

西日本旅客鉄道（JR西日本）
 山陽新幹線
新下関駅 - 小倉駅 - （鞍手信号場） - 博多駅
北九州高速鉄道
■小倉線
小倉駅 (01) - 平和通駅 (02)